# Josip Magdić
Josip Magdić (Ogulin, 19. ožujka 1937. – Ogulin, 26. studenoga 2020.) bio je poznati hrvatski skladatelj, dirigent, glazbenik i glazbeni pedagog. Svirao je na orguljama i glasoviru.
Srednje školovanje je imao u dva grada. U Ogulinu je pohađao niže razrede gimnazije. Potom odlazi u Zagreb gdje pohađa klasičnu gimnaziju i glazbenu školu. Školovanje nastavlja u Višoj pedagoškoj školi, na studijskoj grupi glazbe i hrvatskog jezika. U Zagrebu je usporedno s tim studijem privatno studirao polifoniju i radio kao nastavnik solfeggia i glasovira u Glazbenoj školi Sveučilišta August Cesarec.
1960-ih odlazi u Sloveniju, u Ljubljanu, gdje završava Glazbenoj akademiji Sveučilišta u Ljubljani studij kompozicije i dirigiranja, a potom i postdiplomski studij kompozicije. Usporedno sa studijem na Akademiji, 1964. postaje članom Slovenskog društva skladatelja. 
Godine 1967. se vratio u Hrvatsku. Zaposlio se u Bjelovaru gdje je radio kao profesor i direktor u Glazbenoj školi. Tri godine poslije, 1970., otišao je u BiH, u Sarajevo. Ondje se zadržao preko dva desetljeća, posvetivši se predavanju na Muzičkoj akademiji, skladanju i koncertnim nastupima. Iste te 1970. godine postaje članom tamošnjeg društva skladatelja. Dvije godine poslije zajedno s Rajmundom Likićem osniva ansambl suvremene glazbe MOMUS (MOderna MUzika Sarajevo). 1977. je utemeljio još jedan ansambl suvremene glazbe Masmantra koji je djelovao u uskoj svezi s elektroakustičkom radionicom (EAR). U ansamblu je također djelovao Rajmund Likić.
1994. postaje članom Hrvatskog društva skladatelja. 1995. se vratio živjeti u Hrvatsku. Od tad radi na Muzičkoj akademiji kao redovni profesor.
Iza Josipa Magdića je bogat skladateljski opus koji je pobrao brojne nagrade i priznanja diljem svijeta. Skladbe su mu izvođene diljem Europe i Amerike, u Aziji su mu djela izvodili u Japanu, a u Oceniji u Australiji i na Novom Zelandu. Sam Magdić je često izvodio na orguljama vlastita djela na koncertima, od kojih su mu poznati koncerti u Hrvatskoj, u rodnom Ogulinu te u inozemstvu: Danskoj, Francuskoj, Italiji, Norveškoj i Njemačkoj.
Za svoje bogato stvaralaštvo dobio je mnoga domaća i svjetska priznanja i nagrade.